# Jack Thayer
John Borland Thayer III, detto Jack (Filadelfia, 24 dicembre 1894 – Filadelfia, 20 settembre 1945), è stato un superstite del naufragio del RMS Titanic e autore di un pamphlet di memorie dal titolo The Sinking of the S.S. Titanic.

## Biografia

### Primi anni
John Borland "Jack" Thayer III nacque a Filadelfia nel 1894 dall'imprenditore John Borland Thayer II, vicepresidente della Pennsylvania Railroad, e dalla socialite Marian Longstreth Morris. Aveva tre fratelli: Frederick Morris Thayer (1896-1956), Margaret Thayer (1898-1960), consorte di Harold Elstner Talbott, il terzo segretario all'aeronautica degli Stati Uniti d'America, e Pauline Thayer (1901-1981), moglie di Henry Hoffman Dolan.

### Titanic
Nel 1912, all'età di 17 anni, s'imbarcò sul Titanic con i genitori per ritornare negli Stati Uniti dopo un viaggio in Europa come ospiti del console generale a Berlino. La sera del 14 aprile 1912 partecipò coi genitori alla cena nel salone del Ristorante alla carta organizzata dai signori George ed Eleanor Widener, alla quale parteciparono anche il figlio della coppia Harry Widener, i coniugi William e Lucile Carter, il colonnello Archibald Butt e il comandante del transatlantico Edward Smith.
Quando il Titanic entrò in collisione con un iceberg alle 23:40 della sera stessa, Jack era in procinto di coricarsi assieme alla madre, mentre il padre stava già dormendo. Indossato un soprabito, salì sul ponte A per indagare e vide per terra alcuni pezzi di ghiaccio. Successivamente tornò in cabina per avvertire i genitori e insieme a loro si diresse sul ponte superiore, dal lato di dritta, da dove però i Thayer, non notando nulla di strano, si spostarono a sinistra: fu lì che si resero conto che la nave era leggermente inclinata. Tornarono dunque in cabina per indossare i giubbotti di salvataggio e risalirono sul ponte. Jack e il padre accompagnarono la madre e la domestica nei pressi di una lancia di salvataggio per metterle al sicuro e poi si trasferirono dall'altro lato della nave. Sul ponte B, però, il cameriere George Dodd riferì loro che la signora Thayer si trovava ancora a bordo del transatlantico, così gli uomini la raggiunsero per scortarla nuovamente all'interno di una lancia. Fu in quel lasso di tempo che Jack, nel trambusto generale, perse di vista i genitori. Il ragazzo li cercò in entrambi lati della nave, accompagnato dal passeggero Milton Clyde Long (che aveva conosciuto quella sera stessa), ma senza successo.
I due giovani raggiunsero l'ultima lancia di salvataggio sul lato di dritta, non riuscendo però a salirci a causa della moltitudine di persone che tentava di imbarcarsi. Vedendo la nave sommergersi sempre più rapidamente, decisero di scavalcare la battagliola accanto al secondo fumaiolo, scivolare lungo la nave e raggiungere a nuoto le lance. Il primo che si tuffò nelle acque gelide dell'Atlantico fu Milton Long, seguito cinque secondi dopo da Jack. Dall'oceano il giovane Thayer vide l'acqua riempire la base del primo fumaiolo e la nave spezzarsi in due tronconi. Il secondo fumaiolo si staccò e cadde molto vicino a Jack; il risucchio causato dalla sua caduta lo fece trascinare verso il fondo, ma la corrente gli permise di risalire verso l'alto assieme ad una vasta quantità di detriti. Ritornato in superficie, fu aiutato da un fuochista a salire a bordo della zattera pieghevole B, capovolta. Poco tempo dopo, la nave affondò definitivamente. Milton Clyde Long non sopravvisse al naufragio. Jack e gli altri naufraghi della zattera B vennero tratti in salvo dalle lance di salvataggio numero 12 e numero 4, dove era stata imbarcata la madre Marian, la quale non lo vide perché intorpidita dal freddo. I due si ricongiunsero sulla nave RMS Carpathia, che arrivò in soccorso circa un'ora e mezza dopo, caricò a bordo tutti i sopravvissuti e li trasportò fino a New York.

### Dopo il naufragio delTitanic
Dopo la tragedia, Jack si diplomò all'Università della Pennsylvania e servì nell'artiglieria statunitense durante la prima guerra mondiale. Il 15 dicembre 1917 sposò Lois Buchanan Cassatt, figlia di Edward Buchanan Cassatt ed Emily Louise Phillips, oltre che nipote di Alexander Johnston Cassatt, presidente della Pennsylvania Railroad dal 1899 al 1906. La coppia ebbe sei figli: due maschi (Edward e John IV), tre femmine (Lois, Julie e Pauline), e un figlio neonato, Alexander Johnston Cassatt Thayer, morto pochi giorni dopo la nascita nel 1920.
Nel 1940 Jack pubblicò le sue memorie del naufragio del Titanic in un pamphlet intitolato The Sinking of the S.S. Titanic, del quale furono stampate oltre 500 copie per amici e parenti. Successivamente il suo resoconto del disastro fu unito a quello curato dal colonnello Archibald Gracie IV nell'opera Titanic: A Survivor's Story. La testimonianza di Jack Thayer riguardo alla modalità di inabissamento del Titanic servì all'oceanografo Robert Ballard per localizzare il relitto del transatlantico nel 1985; le testimonianze infatti erano discordanti sul fatto che la nave fosse colata a picco integra o meno e Thayer era stato uno dei pochi a sostenere che si era spezzata, come poi fu appurato con il ritrovamento dei resti.

### Morte
Provato psicologicamente, oltre che dalla tragedia del Titanic, anche dalla morte della madre Marian nel 1944 e da quella del figlio Edward, abbattuto su un aereo da guerra nel 1943 durante la seconda guerra mondiale, Jack Thayer si tolse la vita il 20 settembre 1945, circa due mesi prima del suo cinquantunesimo compleanno, tagliandosi la gola e i polsi. Fu sepolto al Church of the Redeemer Cemetery a Bryn Mawr, in Pennsylvania.